# Luigi Gualco
	Luigi Gualco (Alassio, 04 de março de 1965)  é um ex-futebolista italiano e dirigente esportivo que atuava como zagueiro.

## Carreira
Luigi Gualco construiu maior parte da sua carreira no Cremonese, atuando por 13 anos em duas passagens e detendo de forma isolada o recorde de maior numero de jogos disputados com 365 jogos oficiais.
Após aposentadoria, tentou e conseguiu a vitória para a presidência do Cremonese, sendo presidente no mandato de 2002 até 2007 período no qual o clube realizou uma ascensão da Serie C2 (quarto nível nacional) com dois acessos e chegando em 2005 na Serie B.